# 못말리는 첩보원
《못말리는 첩보원》(영어: The Man Who Knew Too Little)은 미국에서 제작된 존 에이미얼 감독의 1997년 첩보 코미디 영화이다. 빌 머리 등이 출연하였고, 아넌 밀천 등이 제작에 참여하였다. 영화 제목은 앨프리드 히치콕의 1934년 영화 《나는 비밀을 알고 있다》(The Man Who Knew Too Much)의 패러디이다.

## 출연진
- 빌 머리
- 피터 갤러거
- 조앤 월리
- 앨프리드 몰리나
- 리처드 윌슨
- 제럴딘 제임스
- 존 스탠딩
- 애나 챈설러
- 니컬러스 우드슨
- 덱스터 플레처
- 에디 마선
- 실라 리드

## 기타 제작진
- 공동 제작: 매들린 워런
- 미술: 짐 클레이
- 의상: 잰티 예이츠
- 음악 총괄 제작: 랠프 솔

## 우리말 녹음
KBS 성우진 (2002년 7월 30일)
- 배한성 - 월리스 (빌 머리)
- 박기량 - 제임스 (피터 갤러거)
- 최덕희 - 로리 (조앤 월리)
- 이완호
- 유강진
- 김규식
- 이윤선
- 이봉준
- 최병상
- 황재경
- 홍승섭
- 서윤석
- 장호비
- 은영선
- 이원준